# Bertha van Savoye
Bertha van Savoye (?, 21 september 1051 - Mainz, 27 december 1087) was een dochter van Otto van Savoye en van Adelheid van Susa.
Als kind al werd zij in 1055 verloofd met de latere keizer Hendrik IV om in 1066 zijn eerste echtgenote te worden. In het begin bekeek Hendrik zijn echtgenote met afkeer en had hij verschillende maîtresses. Hij startte in 1069 een echtscheidingsprocedure die mislukte doordat Adelheid van Susa haar invloed op de kerk gebruikte om de scheiding te blokkeren. Hendrik en Bertha verzoenden zich met elkaar en kregen de volgende kinderen:
- Adelheid (1070 - 4 juli voor 1079), begraven in de dom van Speyer
- Hendrik (Harzburg, 2 augustus 1071), overleden tijdens of direct na de geboorte
- Agnes van Waiblingen (1072-1143), gehuwd met hertog Frederik I van Zwaben (-1105), en in 1106 met markgraaf Leopold III van Oostenrijk (1073-1136)
- Koenraad, (1074-1101) hertog van Neder-Lotharingen tussen 1074-1089 en koning van Italië
- Keizer Hendrik V (1086-1125).

Bertha werd begraven in de dom van Speyer.